# Minedrift
Minedrift (også bjergværksdrift og grubedrift) er udvinding af værdifulde mineraler eller andre geologiske materialer fra jorden, normalt (men ikke altid) fra en malm- eller mineralåre. Udvundne materialer kan være bauxit, kul, kobber, guld, sølv, diamanter, jern, bly, kalksten, magnesiumcarbonat, nikkel, fosfat, olieskifer, stensalt, tin, uran og molybdæn. Alle materialer, der ikke kan blive til ved hjælp af landbrugsmæssige metoder eller fremstilles kunstigt i et laboratorium, findes normalt i miner. Minedrift i en bredere forstand er udvinding af ikke-vedvarende ressourcer (fx råolie, naturgas eller endda vand).
Den ældste kendte mine er "Lion Cave" i Swaziland, som kulstof 14-datering viser at være omkring 43.000 år gammel. I minen udgravede menesker under den ældste stenalder hæmatit til udvinding af det røde pigment okker. Miner af tilsvarende alder i Ungarn, menes at være steder, hvor neandertalerne kan have udvundet flint til våben og redskaber.

## Historie
Minedrift startede i middelalderen, hvor romerne åbnede miner i alle dele af Europa, som de kontrollerede. Efter at Romerriget brød sammen, lukkede mange af de større miner. I renæssancen genåbnede mange miner, og minedriften gik for alvor i gang. I Tyskland, Sachsen og Harzen blev der gjort rige fund. 1100-tallet var minearbejderne i Tyskland med til at åbne miner i Italien, Ungarn og Transsylvanien. I de følgende århundreder blev der åbnet miner i Sverige og Serbien.

### Sølvkrisen i 14-hundredtallet
I midten af det 14. århundrede lukkede sølvminerne i det centrale Europa, da minerne havde nået nye dybder, og man på denne tid ikke havde de tilstrækkelige midler og teknikker til at pumpe vandet op af minerne. Det samme skete for de kobberminer, som lå i distrikter, hvor kobber var et biprodukt af sølvet. Minernes lukning fik store konsekvenser for Europa, hvor man fra starten af det 14. århundrede til starten af produktionen i slutningen af 1450’erne, hvor ”Martin Claus af Gotha” løste problemet med de oversvømmede miner i Sachsen i Tyskland. I denne periode nåede Europas valutaer bunden, fordi der ikke var sølv til at lave mønterne af.

### Nye sølvminer i Centraleuropa og Sydamerika
I slutningen af 1450-erne, kom ”Martin Claus fra Gotha” med løsningen på problemet med de oversvømmede miner i Sachsen i Tyskland. Genåbnede de fleste af minerne Europa igen. I samme årti kom højovnen, som kunne udvinde 40-50 tons jern om året, hvilket næsten er en tredobling af kapaciteten af de gamle primitive ovne: Dette gav et skub til jernminerne. I 1451 kom fusionsprocessen til, som gjorde det let at skille kobberet fra sølvet. Efter dette genoptog minerne arbejdet på fuld kraft i byer, som Kutná Hora, Freiberg og Rammelsberg. Nye miner i regionerne: Schneeberg i Sachsen og Schwats i Tirol. Efter Sølvkrisen havde man lært at passe på sølvet, så venezianerne begyndte at lave deres mønter af kobber i stedet for sølv. De kunne gøre dette, da de lige havde fået åbnet kobberminer i Alperne og i Karpaterne. Venedig gjorde dette, da de var godt placeret for at handle med metal. Resten af Europa fulgte lige så stille efter med at få et kobberbaseret møntsystem. I 1516 opdagede man en af de største sølvminer, som lå i Joachimsthal i Bøhmen. Meget af sølvet fra denne mine blev lavet til mønter, som blev kaldt for Joachimsthaler eller Thaler, der blev grundlaget for blandt andet valutaen dollars.
I forbindelse med Spaniens kolonisering af Amerika fik Spanien adgang til store sølvforekomster beliggende i det nuværende Bolivia, herunder bjerget Cerro Rico ("Det Rige Bjerg"), hvilket indebar, at Spanien kunne udvinde store mængder sølv. De europæiske miners betydning mindskedes herefter kraftigt.
I 1600-tallet blev trillebøre og slæder, som man brugte til at slæbe eller køre det udvundne materiale op med, udskiftet med kurve, som man først løftede op ved hjælp af håndkraft og senere ved hjælp af heste. Der blev også gjort store fremskridt for ventilation til minegangene i denne periode.

### Den industrielle revolution og industrialiseringen, ca. 1750-1850
Dampmaskinen blev opfundet i slutningen af 18. århundrede, af skotten James Watt (1736-1819). Hans var den først effektive dampmaskine, men der havde faktisk været adskillige bud før ham. Til minearbejdet brugte man dampmaskinen til at drive en pumpe, som pumpede vandet ud af minegangene. Men det var dog ikke Watts dampmaskine, men Thomas Saverys "ildmaskine" fra 1698, som englænderne havde taget patent på, så den blev brugt til minerne. Hans "ildmaskine" blev også kaldet for Miner’s Friend, men det passer måske ikke helt, da kedlerne på maskinen ikke var stærke nok; kedlerne havde det med at eksplodere og dræbe minearbejderne. Før "ildmaskinen" brugte man blandt andet heste til at drive pumperne, men det var nu nemmere at udskifte dem med "ildmaskinerne". På samme tidspunkt som Saverys arbejde på sin "ildmaskine", arbejdede en anden englænder, Thomas Newcomen på en dampmaskine drevet af atmosfærisk tryk og ikke ved hjælp af ild. Denne dampmaskine ville visse sig at være meget mere holdbar og pålidelig. Men denne maskine havde dog det problem at den brugte for meget brændstof og selv med forsøg fra ingeniøren John Smeaton i cirka 1770, kunne maskinen kun udnytte 1-2 % af energien fra brændstoffet. Så den kom aldrig i brug.

## Magtens rolle
Efter romerrigets fald i 476, fulgte en periode hvor mange miner blev lukket og forladt. Men da det stadig var nødvendigt at producere mønter, brugsting og våben, døde minedriften aldrig helt ud.
Minedrift blev igen særligt populært i det tyske område, da der var mange rige fund i Sachsen, Harzen og områderne omkring floden Main. De tyske fyrster blev stærkt interesserede i at få åbnet nye miner. Derfor kom der regler om hvorledes udbyttet blev fordelt mellem arbejderne, hvilke afgifter der skulle betales til fyrsten og hvad der skulle betales af erstatning til den, hvis ejendom led skade. For at skaffe flere minearbejdere og gøre jobbet mere attraktivt, gav fyrsterne arbejderne en række privilegier: De blev fritaget for militærtjeneste, og fik tilladelse til at slå sig ned hvor de ville og søge efter malm. Dette gjorde at de tyske minearbejdere senere udviklede sig til en stor gruppe af dygtige arbejdere, der blev kendt i hele Europa. Herskerne i de andre lande fik dem til at emigrere, ved at lokke dem med løfter om bedre privilegier og lønstigning. Derfor var de tyske minearbejdere i 1100-tallet, med til at åbne miner i Italien, Ungarn og Transsylvanien.
I løbet af 1300-tallet begyndte man at opgive minerne i byen Rammelsberg i Tyskland, da den før velhavende by var ramt af fattigdom, fordi produktionen faldt. I 1428 blev de før meget benyttede miner lukket, men nogle hundrede år efter blev situationen helt anderledes. Fyrsterne manglede penge til at finansiere krige, derfor var der igen profit i at anvende miner og Europa blev grebet af såkaldt ”sølvhunger”. De velhavende købmænd kunne nu købe eller leje retten til minerne, da det kunne betale sig, at investere i at få minerne i gang igen. Minedrift blev en stordrift, da beslutningerne blev taget af investorer, som ikke selv var direkte involveret i minearbejdet. De selvstændige minearbejderes tid var hermed forbi.

## Metoder og teknikker
For at få mest ud at minerne, gravede man skråt ned til de malmførende lag, og derefter vandret langs de malmførende lag. Minearbejderne hakkede malmen ud med hakker og kiler, men nogle steder var man nødt til at benytte sig af fyrsætning, hvor man ved at tænde et bål i minegangen gør bjerget mere porøst, og malmen lettere at hakke ud.
Den udgravede malm blev lagt i små kurve, og senere hejst op af en skakt, vha. enten vandkraft eller muskelkraft. Nogle steder havde man to vandhjul, som ved hjælp af vandkraft kunne enten hejse eller sænke en tønde op eller ned. De steder hvor man ikke mulighed for at udnytte vand, var man nødt til at bruge muskelkraft, altså en eller flere mænd der går rundt i en trædemølle.
Ofte foregik forarbejdningen og udsmeltningen af malm i nærheden af bruddet. Transporten fra bruddet foregik i små sække, som arbejderne bar på ryggen. Efter udsmeltningen af jern friskhærdede man den. Dvs. at man ved at tilsætte rigelig luft til jern opvarmet til noget nær smeltepunktet, kunne reducere kulilteindholdet og omdanne jernet til smedeligt jern.
Da minerne på et tidspunkt blev for dybe, stødte man på grundvandet, og minearbejderne var nødt til at bruge enorme mængder af tid på at fjerne vand fra minegangene. På dette tidspunkt havde man allerede været nødt til at droppe sølvminerne i Elsass, pga. vand.
I Rammelsberg blev der derfor installeret en paternosterpumpe, som er et system der ved hjælp af vand- eller muskelkraft leder vandet op fra minegangene, og minedriften kunne derfor fungere som før. Jo længere man gravede ned i minerne, jo mere vand kom der og paternosterpumperne blev hurtigt for små. Da man stødte ind i dette nye problem var man nødt til at arrangere pumperne så de hjalp hinanden, den nederste pumpe ledte vandet op til den næste, som så førte det videre til en anden og så videre, indtil vandet havde passeret jordoverfladen.
Alt afhængigt af hvilen type metal man havde med at gøre, blev malmen behandlet forskelligt. Til udvinding af jern, var den mest avancerede metode, man brugte i middelalderen stykovne. Stykovnene kunne varmes op til en meget højere temperatur, end de mere primitive ovne kunne. I de primitive ovne, hvor temperaturen ikke kunne blive tilstrækkeligt høj, blev jernet ikke flydende, men samlede sig blot i en klump i bunden af ovnen sammen med slagge. For at få renset jernet fra slaggen måtte denne bearbejdes med store jernhamre. Desuden var denne metode enormt ineffektiv, det var ofte kun muligt at udvinde halvdelen af det egentlige jern i malmen.
Det smarte ved de såkaldte stykovne – sammen med det at blæsebælgene blev mere effektive – var at temperaturen kunne komme tilstrækkeligt højt op, idet ovnene var højere. Med den nye temperatur blev det muligt at smelte jernet helt og tage den flydende jernmasse ud. Jernmassen kunne anvendes direkte som støbejern, hvor man lader jernet flyde ned i forme, og derved meget hurtigere fremstille det ønskede produkt – i forhold til at smede jernet til den ønskede form. Dette var en stor forbedring, da man senere hen begyndte at fremstille kanoner.

## Sikkerhed
Minearbejdet var et farligt erhverv, da der ikke var regler om sikkerhed til arbejderne. Derfor var der stor risiko for arbejdsuheld i minerne, som nedstyrtning og tab af fingre eller andre kropsdele.
De hjælpemidler man benyttede var primitive. Arbejderne brugte fakler til at se i mørket, og hvis faklerne brændte ud, brugte man en ”bjergmandsstav” til at føle sig rundt i mørket med.

## Metallurgi
Metallurgi er læren om metals fremstilling, egenskaber og legering af metaller, samt virkningen af varmebehandling og formgivning. Man beskæftiger sig med udvindingen af de forskellige metaller fra malmen. Med viden om metallurgi kan man adskille de forskellige værdifulde metaller fra malmen meget bedre end man kunne før i tiden.
Derved ved man også hvilke temperaturer de forskellige metaller smelter ved, og det vil udnytte mere af metallerne. Man er altså specialiseret i den kemiske og mekaniske mineral opbygning af metallerne.

## Miljømæssige konsekvenser
Tilbage i renæssancen opstod de fleste miljømæssige problemer når man brændte skove af og skulle smelte jernet. Man afbrændte store skovarealer for at få plads til større minearealer, ovne og andre maskiner til at bearbejde malmen, så man fik metallet frigjort fra malmen. I de værste tilfælde opstod der brand i minerne, der kunne vare i flere år, og i værste tilfælde i flere årtier. Det gik ikke kun ud over minedriften, der blev samtidigt udledt giftstoffer ved brandene. Det forgiftede både arbejderne i minerne og det omkringliggende miljø. De giftige affaldsstoffer, både fra brandene og fra malmudvindingen, kunne trænge ned i undergrunden og forgifte grundvandet.
Ved minedrift er der en masse affaldsstoffer. En stor del er slagger fra udsmeltning af metaller. Slagger indeholder en masse frie metal ioner, der kan ende med at forurene jorden og grundvandet. Derfor kan man forestille sig at slagger har forurenet meget i renæssancen, da de ikke havde noget sted at lægge restproduktet. Ovnene var også af ringere kvalitet, så man kan forestille sig at der blev dannet mere slagger og i det hele taget flere giftige affaldsstoffer, som blev udledt uden at nogen bed særligt mærke i det.
Jo dybere minerne blev, jo tættere kom minearbejderne på grundvandet. Det skete ofte at de ramte grundvandet så minerne blev oversvømmet. Det betød både at de måtte stoppe arbejdet, men også at vandet blev forurenet, så når vandet enten blev hentet op og smidt et andet sted, eller bare fik lov til at sive tilbage i jorden, ville det forurene store arealer, og ødelægge biodiversiteten.
På grund af alle disse faktorer er det ofte gået ud over naturen på den ene eller anden måde. Ved fældning af træer udrydder man store arealer for dyr til at leve på, samtidig med at man udledte store mængder CO2 ved afbrænding af træerne.

## Eksterne kilder og henvisninger
- Skruen uden ende, den vestlige teknologis historie 3. udgave 1. oplag 2005 – Keld Nielsen, Henry Nielsen og Hans Siggaard Jensen
- Chapter 7: Medieval Silver and Gold Arkiveret 14. juli 2013 hos  Wayback Machine
- www.teknologihistorie.dtu.dk Arkiveret 17. juni 2010 hos  Wayback Machine under ” Case: Dampmaskinen”

| Geografi/geologi | Spire Denne artikel om geografi er en spire som bør udbygges. Du er velkommen til at hjælpe Wikipedia ved at udvide den. |